# 十和田市立藤坂小学校
十和田市立藤坂小学校（とわだしりつ ふじさかしょうがっこう）は、青森県十和田市相坂にある公立小学校。

## 概要
誕生から100年以上の歴史を誇る学校である。旧校舎は、木造建築であり、音楽室、図工室、家庭科室、理科室などがある。新校舎は3階建てで旧校舎とは渡り廊下でつながっている。全校児童は152人（2021年現在）で、最近は1学年に1学級となっている。春には、大運動会と地区運動会という地区対抗の運動会がある。

## 沿革
- 1874年（明治7年） - 相坂村の民家を借用し、相坂小学創立。
- 1887年（明治20年）2月 - 相坂簡易小学校と改称。
- 1889年（明治22年）10月 - 藤島簡易小学校を併合。
- 1892年（明治25年） - 相坂尋常小学校と改称。
- 1898年（明治31年）
  - 2月 - 大字相坂字小林354番2号に校舎新築落成。
  - 4月15日 - 藤坂尋常小学校と改称。
- 1899年（明治32年）4月15日 - 藤坂尋常高等小学校と改称。
- 1911年（明治44年）11月1日 - 高清水に冬期季節分教場設置。
- 1940年（昭和15年）4月1日 - 高清水季節分教場が、通年制分教場となる。
- 1941年（昭和16年）4月1日 - 国民学校令により、藤坂国民学校と改称。
- 1947年（昭和22年）4月1日 - 学校教育法により、藤坂村立藤坂小学校と改称。同日、藤坂中学校を併置し、高等科生を中学校に移籍。
- 1949年（昭和24年）8月30日 - 藤坂中学校が、新築校舎に移転。
- 1955年（昭和30年） 2月1日 - 町村合併により、三本木市立藤坂小学校と改称。
- 1956年（昭和31年）10月10日 - 市名変更により、十和田市立藤坂小学校と改称。
- 1972年（昭和47年）3月 - 新校舎完成。
- 1988年（昭和63年）10月 - 大規模改修工事実施。
- 1994年（平成6年）11月6日 - 創立120周年記念式典挙行。玄関前に「校歌の碑」建立[2]。
- 2013年（平成25年）
  - 1月 - 特別教室建設工事完了[3][4]。
  - 4月 - 伝法寺小学校を統合[3][5]。

## 学区
- 大字相坂（白上の一部・字高清水の一部・字向切田を除く）
- 大字藤島（字古渕川原を除く）

## 教育
- 2012年、2013年の4月、奥入瀬川に鮭の稚魚を放流した[6]。
- 2020年には絶滅危惧種に制定されているキタノメダカを放流。その際、東北・水すまし賞を獲得した。

## 部活動
- サッカー部
- 野球部
- ブラスバンド部